# Universitätssternwarte Pfaffenwald

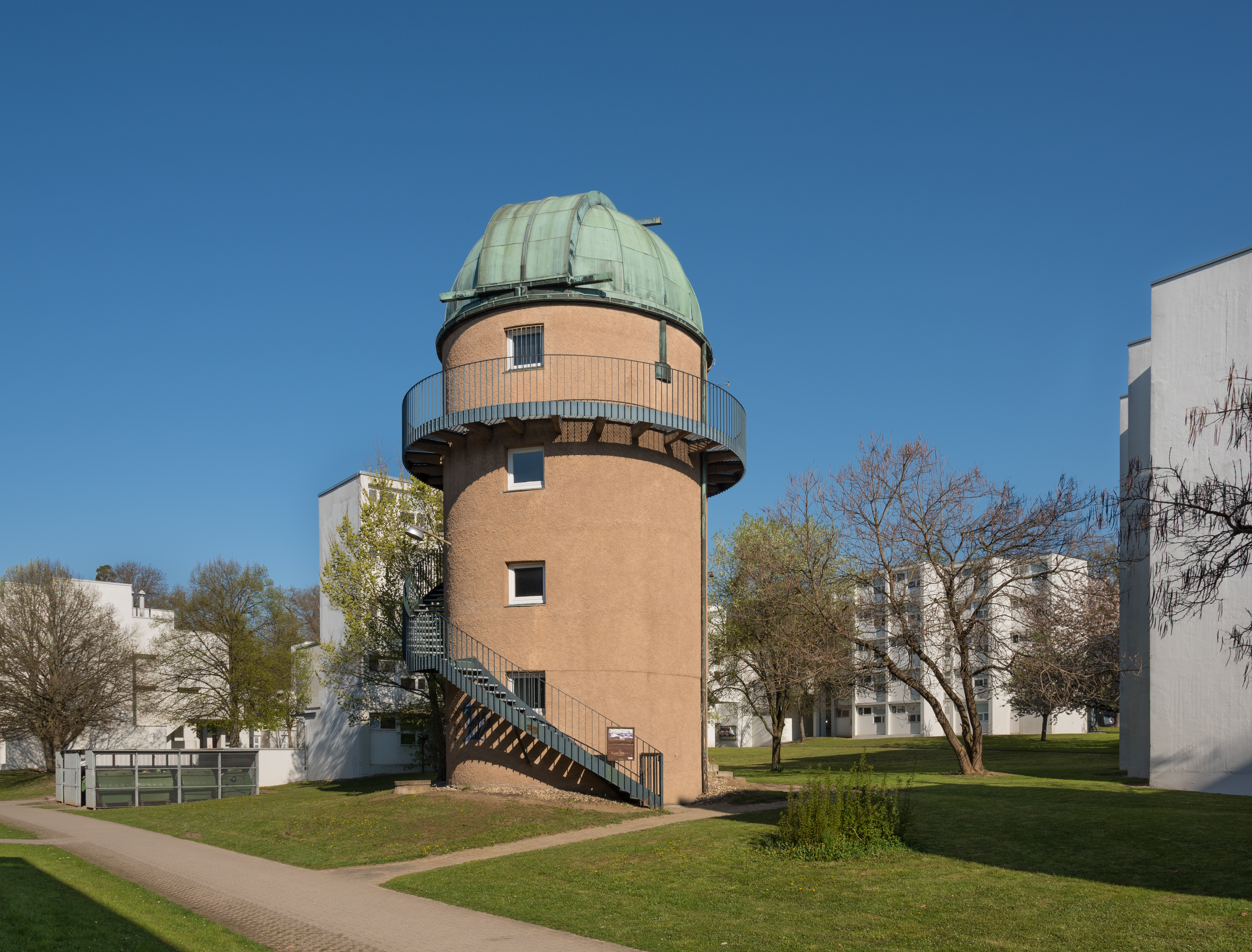
Die Sternwarte mit umgebender Studentenwohnanlage im Frühjahr 2015.

Die Universitätssternwarte Pfaffenwald (seltener auch: Pfaffenwaldsternwarte) ist eine seit 1934 im hochgelegenen Stuttgarter Stadtbezirk Vaihingen bestehende Sternwarte, die 1972 durch eine Schenkung der Universität Stuttgart angegliedert wurde. Das Observatorium gehörte ursprünglich zum Privatbesitz des Fabrikanten Hermann Fellmeth, der es bei seinem Landhaus am Vaihinger Pfaffenwald errichten ließ.
Bis zur Übergabe an die Universität (auf deren Campus Vaihingen sie liegt) wurde die Sternwarte privat genutzt, danach vorwiegend für studentische Ausbildung. Seit der Renovierung mit Hilfe der Firma Zeiss ist sie regelmäßige Beobachtungsstation einer 1977 gegründeten Arbeitsgemeinschaft der Universität (Arbeitskreis Astronomie) und dient auch als Volkssternwarte. Nachteilig für wertvolle Beobachtungen ist allerdings ein direkt östlich errichtetes Studentenwohnheim.

## Architektur und Instrumente
Das vierstöckige, etwa 10 Meter hohe Rundbauwerk weist einige architektonische Besonderheiten auf, unter anderem eine außen umlaufende Wendelstiege und die auffällige grüne, den ganzen Turm abschließende Kuppel. Die Universitätssternwarte Pfaffenwald steht deshalb und wegen einiger historisch bedeutender Instrumente unter Denkmalschutz.
Die historischen Teleskope werden zwar noch für Beobachtungen eingesetzt, sind aber bezüglich der Abbildungsgüte modernen Instrumenten unterlegen. Interessant ist jedoch die optische und mechanische Ausrüstung im Hinblick auf die Technikgeschichte: So befindet sich unter der Kuppel das älteste existierende Schupmann-Medial-Fernrohr.
Statt einem Teil der früheren studentischen Aufenthaltsräume wurde 1994 im Erdgeschoss ein Fotolabor eingerichtet, um die mit dem Teleskop aufgenommenen Himmelsaufnahmen selbst entwickeln zu können. Es wurde 2010 weiter ausgebaut, um den großen Fortschritten der astronomischen Fototechnik und dem Einsatz von CCD-Kameras zu entsprechen.